# Palindromszámok
A palindromszám vagy számpalindrom olyan számot (szűken értelmezve tízes számrendszerbeli természetes számot) jelent, amelynek számjegyeit fordított sorrendben írva az eredeti számot kapjuk vissza. Ilyen szimmetrikus szám például a 16461. Maga a palindrom (régiesebb elnevezéssel palindróma) kifejezés általános értelemben a szójátékoknak, azon belül is az anagrammáknak egy fajtáját jelöli. Ilyen szó például a rotor, amely szó visszafelé olvasva is ugyanaz.
Az első néhány palindromszám (tízes számrendszerben):
0, 1, 2, 3, 4, 5, 6, 7, 8, 9, 11, 22, 33, 44, 55, 66, 77, 88, 99, 101, 111, 121, 131, 141, 151, 161, 171, 181, 191, 202, 212, 222, 232, 242, 252, 262, 272, 282, 292, 303, …
A palindromszámok nagy figyelmet kapnak egyes matematikai feladványokban. Jellemzőek lehetnek például az olyan problémafelvetések, amelynek során olyan számok keresése a cél, amelyek egyrészt valamely jellegzetes, meghatározott tulajdonsággal bírnak és palindromok. Például:
- palindrom prímek sorozata: 2, 3, 5, 7, 11, 101, 131, 151, …
- palindrom négyzetszámok sorozata: 0, 1, 4, 9, 121, 484, 676, 10201, 12321, …

Buckminster Fuller a Szinergetika című könyvében a palindromszámokat – Az Ezeregyéjszaka meséi című gyűjteményben szereplő mesemondó lány után – Seherezádé-számoknak nevezi.
Könnyen belátható, hogy bármely palindromszám középső (páros számú számjegyből álló palindromszám esetén: középső kettő) számjegyének tetszőleges számú megismétlésével kapott szám szintén palindromszám. Például: 101, 1001, 10001, …
Az egyjegyű számok és az azonos számjegyekből álló számok palindromok. Bármely egész alapú számrendszerben végtelen sok palindromszám van, mert az azonos számjegyekből álló számok minden számrendszerben végtelen sorozatot alkotnak. Ilyenek például a repunitok, amiknek minden jegye 1. Az első néhány repunit 1, 11, 111, …

## Definíció
Habár többnyire tízes számrendszerben tekintik a palindromszámokat, a palindromtulajdonság bármely egész alapú számrendszerben felírt természetes számra is alkalmazható.
Tekintsük a b alapú számrendszerben felírt n > 0 számot, ahol is k+1 jegyű, és jegyei az ai számok:
{\displaystyle n=\sum _{i=0}^{k}a_{i}b^{i}}
ahol is 0 ≤ ai < b minden i-re, és ak ≠ 0.
Az n szám palindrom akkor és csak akkor, ha ai = ak‒i minden i-re.
A 0 definíció szerint bármely számrendszerben palindromszám.
Egy másik, az előzővel ekvivalens definíció: Legyen rögzítve a tetszőleges b alap. Az n szám palindrom a b alapú számrendszerben, ha:
- n egyjegyű
- n kétjegyű, és számjegyei egyenlőek
- n legalább háromjegyű; az első számjegye egyenlő az utolsóval, és az első és utolsó számjegy elhagyásával kapott szám palindrom.

## Palindromszámok a tízes számrendszerben
A második ekvivalens definíció szerint minden egyjegyű szám palindrom. A kétjegyű palindromok száma 9:
{11, 22, 33, 44, 55, 66, 77, 88, 99}.
A háromjegyű palindromok száma 90; a szorzatszabállyal az első jegy kilencféle lehet; ez meghatározza a harmadik jegyet. A második jegy az elsőtől függetlenül választható, és ez tízzel szorozza meg a lehetőségek számát:
{101, 111, 121, 131, 141, 151, 161, 171, 181, 191, …, 909, 919, 929, 939, 949, 959, 969, 979, 989, 999}
Négyjegyű palindrom is 90 van, mert az első két számjegy meghatározza a másik két számjegyet is:
{1001, 1111, 1221, 1331, 1441, 1551, 1661, 1771, 1881, 1991, …, 9009, 9119, 9229, 9339, 9449, 9559, 9669, 9779, 9889, 9999},
így 199 palindromszám kisebb, mint 104.
105-ig 1099 létezik, és a többi 10n hatványra:
1999, 10999, 19999, 109999, 199999, 1099999, … (A070199 sorozat az OEIS-ben).
A következő táblázatban számelméleti tulajdonságok szerint van listázva a palindromszámok száma:
|                                                               | 101 | 102 | 103 | 104 | 105  | 106  | 107   | 108   | 109    | 10     |
| n természetes szám                                            | 10  | 19  | 109 | 199 | 1099 | 1999 | 10999 | 19999 | 109999 | 199999 |
| n páros                                                       | 5   | 9   | 49  | 89  | 489  | 889  | 4889  | 8889  | 48889  | 88889  |
| n páratlan                                                    | 5   | 10  | 60  | 110 | 610  | 1110 | 6110  | 11110 | 61110  | 111110 |
| n négyzetszám                                                 | 4   | 4   | 7   | 7   | 14   | 15   | 20    | 20    | 31     | 31     |
| n köbszám                                                     | 3   | 3   | 4   | 5   | 5    | 5    | 7     | 7     | 7      | 8      |
| n prím                                                        | 4   | 5   | 20  | 20  | 113  | 113  | 781   | 781   | 5953   | 5953   |
| n négyzetmentes                                               | 6   | 12  | 67  | 120 | 675  | 1200 | 6821  | 12160 | +      | +      |
| n nem négyzetmentes (μ(n)=0)                                  | 4   | 7   | 42  | 79  | 424  | 799  | 4178  | 7839  | +      | +      |
| n prímnégyzet                                                 | 2   | 2   | 3   | 3   | 5    | 5    | 5     | 5     | 5      | 5      |
| n páros sok különböző prím szorzata (μ(n)=1)                  | 2   | 6   | 35  | 56  | 324  | 583  | 3383  | 6093  | +      | +      |
| n páratlan számú különböző prím szorzata (μ(n)=-1)            | 4   | 6   | 32  | 64  | 351  | 617  | 3438  | 6067  | +      | +      |
| n páros, és páratlan sok prímtényezője van                    | 1   | 2   | 9   | 21  | 100  | 180  | 1010  | 6067  | +      | +      |
| n páros, és páratlan sok különböző prímtényezője van          | 3   | 4   | 21  | 49  | 268  | 482  | 2486  | 4452  | +      | +      |
| n páratlan, és páratlan számú prímtényezője van               | 3   | 4   | 23  | 43  | 251  | 437  | 2428  | 4315  | +      | +      |
| n páratlan, és páratlan számú különböző prímtényezője van     | 4   | 5   | 28  | 56  | 317  | 566  | 3070  | 5607  | +      | +      |
| n páros, négyzetmentes, és előáll páros sok prím szorzataként | 1   | 2   | 11  | 15  | 98   | 171  | 991   | 1782  | +      | +      |
| n páratlan, négyzetmentes, és páros számú prím szorzata       | 1   | 4   | 24  | 41  | 226  | +    | +     | +     | +      | +      |
| n páratlan, és két prím szorzata                              | 1   | 4   | 25  | 39  | 205  | 303  | 1768  | 2403  | +      | +      |
| n páros, és két prím szorzata                                 | 2   | 3   | 11  | 11  | 64   | 64   | 413   | 413   | +      | +      |
| n páros, és három prím szorzatára bomlik                      | 1   | 3   | 14  | 24  | 122  | 179  | 1056  | +     | +      | +      |
| n páros, és három különböző prím szorzata                     | 0   | 1   | 18  | 44  | 250  | 390  | 2001  | +     | +      | +      |
| n páratlan, és három prímtényező szorzata                     | 0   | 1   | 12  | 34  | 173  | 348  | 1762  | +     | +      | +      |
| n Carmichael-szám                                             | 0   | 0   | 0   | 0   | 0    | 1    | 1     | 1     | 1      | 1      |
| n, aminek osztóösszeg-függvénye palindrom                     | 6   | 10  | 47  | 114 | 688  | 1417 | 5683  | +     | +      | +      |

## Más számrendszerekben
Palindromszámok más számrendszerben is értelmezhetők. Például a kettes számrendszerben:
0, 1, 11, 101, 111, 1001, 1111, 10001, 10101, 11011, 11111, 100001, …
tízes számrendszerbeli alakban 0, 1, 3, 5, 7, 9, 15, 17, 21, 27, 31, 33, … (A006995 sorozat az OEIS-ben).
A Mersenne-prímek a kettes számrendszerbeli palindrom prímszámok részsorozatát alkotják.
Általában az egyik számrendszerben palindrom szám nem palindrom egy másik számrendszerben; például 1646110 = 404D16. Az alsó index a számrendszereket jelöli. Vannak olyan számok, amik több számrendszerben is palindromok. Ilyen például a 10510:
12214< = 1518 = 7714 = 5520 = 3334.
Az 1991 tízes és tizenhatos számrendszerben is palindrom: 7C7.
A tizennyolcas számrendszerben hét néhány hatványa palindrom:
```
7
3
 =     111
7
4
 =     777
7
6
 =   12321
7
9
 = 1367631
```

A huszonnégyes számrendszerben 5 első nyolc hatványa palindrom:
```
5
1
 =          5
5
2
 =         11
5
3
 =         55
5
4
 =        121
5
5
 =        5A5
5
6
 =       1331
5
7
 =       5FF5
5
8
 =      14641
5
A
 =     15AA51
5
C
 =    16FLF61
```

Tetszőleges n szám palindrom minden olyan b alapú számrendszerben, ahol b ≥ n + 1, (egyjegyű) és az n‒1 alapú számrendszerben (11). Azokat a számokat, amik nem palindromok a 2 ≤; b < n ‒ 1 alapú számrendszerek egyikében sem, szigorúan nem palindrom számnak nevezik.
Repunitok, azaz csupa 1 számjegyekből álló számok négyzetre emelésével is lehet palindromszámokat kapni. Így például tízes számrendszerben:
| 1         | × | 1         | = | 1                 |
| 11        | × | 11        | = | 121               |
| 111       | × | 111       | = | 12321             |
| 1111      | × | 1111      | = | 1234321           |
| 11111     | × | 11111     | = | 123454321         |
| 111111    | × | 111111    | = | 12345654321       |
| 1111111   | × | 1111111   | = | 1234567654321     |
| 11111111  | × | 11111111  | = | 123456787654321   |
| 111111111 | × | 111111111 | = | 12345678987654321 |

Nagyobb alapú számrendszerben tovább lehet folytatni.
Egy hasonló tulajdonság az, amikor egy szám megfordul, ha átváltják egy másik számrendszerbe.
A következő táblázat felsorolja azokat a számokat, amikről ismert, hogy tízes számrendszerből egy másik számrendszerbe írva megfordulnak:
| Alap             | Tízes számrendszerben | Más számrendszerben |
| ---------------- | --------------------- | ------------------- |
| 4                | 13                    | 31                  |
| 7                | 23                    | 32                  |
| 7                | 46                    | 64                  |
| 7                | 2.116                 | 6.112               |
| 7                | 15.226                | 62.251              |
| 9                | 445                   | 544                 |
| 313.725          | 527.313               |                     |
| 3.454.446        | 6.444.543             |                     |
| 12               | 315.231               | 132.513             |
| 13               | 43                    | 34                  |
| 13               | 86                    | 68                  |
| 13               | 774                   | 477                 |
| 16 (Hexadezimal) | 53                    | 35                  |
| 16 (Hexadezimal) | 371                   | 173                 |
| 16 (Hexadezimal) | 5141                  | 1415                |
| 16 (Hexadezimal) | 99.481                | 18.499              |
| 19               | 21                    | 12                  |
| 19               | 42                    | 24                  |
| 19               | 63                    | 36                  |
| 19               | 84                    | 48                  |
| 19               | 441                   | 114                 |
| 19               | 882                   | 288                 |
| 19               | 7.721                 | 1.277               |
| 19               | 9.471                 | 1.749               |
| 21               | 551                   | 155                 |
| 21               | 912                   | 219                 |
| 22               | 73                    | 37                  |
| 22               | 511                   | 115                 |
| 25               | 83                    | 38                  |
| 28               | 31                    | 13                  |
| 28               | 62                    | 26                  |
| 28               | 93                    | 39                  |
| 28               | 961                   | 169                 |
| 37               | 41                    | 14                  |
| 37               | 82                    | 28                  |
| 46               | 51                    | 15                  |
| 55               | 61                    | 16                  |
| 64               | 71                    | 17                  |
| 73               | 81                    | 18                  |
| 82               | 91                    | 19                  |

## Lychrel-sejtés
A Lychrel-sejtés egy egyszerűnek látszó probléma. Veszünk egy kiindulási számot. Ezt összeadjuk a fordítottjával. Ezt addig ismételjük, amíg palindromszámot nem kapunk. Ez a Lychrel-algoritmus. A sejtés az, hogy bármely kezdőértékkel indulva az algoritmus véget ér. (Pl. 57-re 2 iteráció után véget ér: 57+75=132, 132+231=363.)
Vannak számok, amelyekre az algoritmus sokáig fut, mielőtt véget ér. Ilyen például a 196, amely  egymilliárd iteráció után sem ad palindromszámot. Azok a számok, amelyekre az algoritmus bizonyítottan nem áll meg, a Lychrel-számok.

## Elnevezésük más nyelveken
A spanyol capicúa szó katalán eredetű, amiben a "cap" szó fejet, a "cúa" farkat jelent. Az "i" (és) szócska összekapcsolja a kettőt. Ezt a szót a spanyolból átvette a portugál is, és az egész spanyol világ, és a köznyelvben többnyire ezt, és nem a palindrom szót használják.

## Fordítás
- Ez a szócikk részben vagy egészben a Palindromic number című angol Wikipédia-szócikk fordításán alapul.  Az eredeti cikk szerkesztőit annak laptörténete sorolja fel. Ez a jelzés csupán a megfogalmazás eredetét és a szerzői jogokat jelzi, nem szolgál a cikkben szereplő információk forrásmegjelöléseként.